# Кожеед зерновой
Кожеед зерновой, или ка́провый жук (лат. Trogoderma granarium) — вид жуков семейства кожеедов. Повреждает запасы зерновых, а также арахис, копру и т. п. Карантинный объект для ряда стран.

## Описание
Длина тела составляет 2—3 мм. Тело овальное, коричневое, покрыто светло-жёлтыми волосками.

## Распространение
Родина кожееда зернового — тропики и субтропики Индии. Широко расселился в различных странах Западной Европы, Средней Азии, Африки, Южной Америки и в Новой Зеландии.

## Размножение
Личинки длиной 5 мм покрыты густыми, красновато-каштановыми волосками. Яйца жука удлинённо-овальной формы, приблизительно 0,7 мм длиной и 0,25 мм шириной, масса приблизительно 0,02 мг. Первоначально они молочно-белого цвета, но за несколько часов приобретают желтоватый цвет.